# Список памятников природы Казахстана республиканского значения
Государственный памятник природы — особо охраняемая природная территория, включающая отдельные уникальные, невосполнимые, ценные в экологическом, научном, культурном и эстетическом отношении природные комплексы, а также объекты естественного и искусственного происхождения, отнесенные к объектам государственного природно-заповедного фонда.
В Казахстане на сегодняшний день имеется 25 памятников природы республиканского значения.

## Акмолинская область
| Изображение | Название                        | Дата включения в список |
| ----------- | ------------------------------- | ----------------------- |
|             | Острая сопка «Шлем»             |                         |
|             | Зелёный мыс                     |                         |
|             | Пруд с реликтовыми насаждениями |                         |
|             | Смольная сопка                  |                         |
|             | Сопка «Стрекач»                 |                         |
|             | Малиновый мыс                   |                         |
|             | Галочья сопка                   |                         |
|             | Сопка «Пожарная»                |                         |

## Алматинская область
| Изображение | Название                       | Дата включения в список |
| ----------- | ------------------------------ | ----------------------- |
|             | Чарынская ясеневая лесная дача |                         |
|             | Чинтургенские ельники          |                         |
|             | Поющие барханы                 |                         |

## Восточно-Казахстанская область
| Изображение | Название                  | Дата включения в список |
| ----------- | ------------------------- | ----------------------- |
|             | Синегорская пихтовая роща |                         |

## Павлодарская область
| Изображение | Название        | Дата включения в список |
| ----------- | --------------- | ----------------------- |
|             | Гусиный перелёт |                         |

## Северо-Казахстанская область
| Изображение | Название                               | Дата включения в список |
| ----------- | -------------------------------------- | ----------------------- |
|             | Жанажолский бор                        |                         |
|             | Серебряный бор                         |                         |
|             | Сосновый бор                           |                         |
|             | Сопка «Орлиная гора» и родниковый ключ |                         |
|             | Остров озера Имантау (Казачий)         |                         |
|             | Сопка «Обозрение»                      |                         |
|             | Скальные отложения «Котелок»           |                         |
|             | Реликтовый массив                      |                         |
|             | Острая сопка                           |                         |
|             | Сопка «Два брата»                      |                         |
|             | Водопад с пещерой                      |                         |
|             | Расколотая сопка                       |                         |